# Radioportal
Een radioportal is een webportaal die streams van internetradiostations door middel van embedden doorgeeft.
De portals bevatten in ieder geval de bekende publieke en commerciële omroepen van een bepaald land of specialiseren zich in bepaalde muziekgenres. De auteursrechtelijke verantwoordelijkheid van radioportals is onduidelijk. Buma/Stemra stelde in 2009 een tarief in voor het embedden van radiostreams op internet (embedtaks). De radioportals weigerden deze te betalen en zijn van mening dat embedden geen wederopenbaarmaking is. In februari 2014 werd de embedtaks weer afgeschaft.
In Nederland waren toen een aantal portals actief zoals: Luisteren.nl, Radiofm.nl, Nederland.FM, Onlineradiostations.nl en Kabelradio.nl en radios.nl. Deze portals hebben, samen met de Stichting Webcasting Nederland, de actiewebsite Linkvrij.nl opgericht, die streed tegen de embedtaks. 